# Karl Wüstenhagen
Karl Wüstenhagen (16 de agosto de 1893 – 12 de julio de 1950) fue un actor y director alemán.

## Biografía
Nacido en Colonia, Alemania, Wüstenhagen fue un nacionalsocialista acérrimo, miembro de la sociedad antisemita de Alfred Rosenberg Kampfbund für deutsche Kultur y del Partido Nacionalsocialista Obrero Alemán.
Entre 1932 y 1945 fue director del Teatro Deutsches Schauspielhaus de Hamburgo y miembro del Consejo de Estado de Hamburgo. Durante su dirección se prohibió la representación de obras de autores comunistas o judíos, y colaboró con el director Jürgen Fehling. Tras el comienzo de la Segunda Guerra Mundial, se restringió aún más la selección de piezas a representar, incluyendo entre las no permitidas a las de autores de países enemigos.
En enero de 1941 Wüstenhagen hizo una actuación especial con el conjunto del Hamburger Schauspielhaus en la Noruega ocupada. Durante la guerra resultó dañado el teatro, aunque no destruido. Cerrado el edificio en septiembre de 1944, se instaló allí un taller de armamento. En 1945 el local fue confiscado por las fuerzas de ocupación británicas, siendo llamado Garrison Theatre y perdiendo Wüstenhagen su puesto de director.
Además de trabajar como actor y director, fue también profesor de interpretación, siendo uno de sus  estudiantes Wolfgang Stendar.
Karl Wüstenhagen falleció en Hamburgo en el año 1950. Había estado casado desde 1936 con la actriz Emmy Percy-Wüstenhagen.

## Filmografía (selección)
- 1921 : Die arme Margret
- 1921 : Der Verfluchte
- 1923 : Martin Luther (también director)
- 1923 : Das Wirtshaus im Spessart
- 1924 : Helena
- 1938 : Ballade

## Radio
- 1926 : Eugène Scribe: Das Glas Wasser, dirección de Hans Bodenstedt
- 1926 : Rabindranath Tagore: Das Postamt, dirección de Hans Bodenstedt
- 1927 : Heinrich von Kleist: Die Hermannsschlacht, dirección de Hermann Beyer
- 1950 : Jacques Constant: General Frédéric, dirección de Kurt Reiss
- 1950 : C. W. Ceram: Dioses, tumbas y sabios (1ª parte), dirección de Gustav Burmester
- 1950 : C. W. Ceram: Dioses, tumbas y sabios (2ª parte), dirección de Gustav Burmester
- 1950 : R. C. Sherriff: Das Hopkins-Manuskript, dirección de Gustav Burmester
- 1950 : Guntram Prüfer: Thora und Galuth: Zerstörung Jerusalems, dirección de Heinrich Ockel
- 1950 : Rudolf Kunze: Duval fällt die Treppe rauf, dirección de Fritz Schröder-Jahn
- 1950 : Albert Mähl: Albert Ballin, dirección de Hans Freundt

## Teatro

### Director
- 1939 : Franz Grillparzer: Des Meeres und der Liebe Wellen (Deutsches Schauspielhaus de Hamburgo)